# Boronia acanthoclada
Boronia acanthoclada är en vinruteväxtart som beskrevs av Paul G. Wilson. Boronia acanthoclada ingår i släktet Boronia och familjen vinruteväxter. Inga underarter finns listade i Catalogue of Life.